# 平野雅史
平野雅史（ひらの　まさふみ、1985年11月18日 - ）は、俳優。
新潟県出身。
AND ENDLESS、Office ENDLESS、所属。

## 経歴、人物
- AND ENDLESSワークショップ生を経て入団

2012年より役者と共に小道具も担当している　
劇団での公演小道具だけでなく、外部公演の小道具などでも幅広く活動
（舞台戦国BASARA2〜舞台戦国BASARA4まで全ての武器・小道具制作を担当）
　　

## 出演作品

### AND ENDLESS公演
- 2007年　CLASSICS I
- 2008年　堕天・神殿・遅咲きの蒼

　　　　DECADANCE /II〜太陽の子〜/III〜ハイノミドリ〜
- 2009年　CLASSICS II

　　　　WORLDS THE Tempest/十三夜
- 2010年　PANDORA'S BY ME

　　　　枯れるやまぁ のたりのたりと まほろばよ あぁ悲しかろ あぁ咲かしたろ
　　　　ゆめゆめこのじ/Madam river and Mr.sofa
- 2011年　堕天・神殿・遅咲きの

　　　　美しの水 White / Blue / Red / Purple(黄金、願い、御伽、息吹、大地)
- 2012年　安穏 目吐露濃霧

　　　　RE-INCARNATION
　　　　Re:ALICE
　　　　四谷怪談
- 2013年　RE-INCARNATION / RE-INCARNATION RE-BIRTH

　　　　知り難きこと陰の如く、動くこと雷霆の如し
- 2014年　RE-INCARNATION RE-VIVAL
- 2015年 仄々明晰夢

　　　　四谷怪談
　

### 外部出演
- 2007年 AND ENDLESS ワークショップ公演「collection house」
- 2008年 AND ENDLESS ワークショップ卒業公演「Re:Alice」
- 2009年 舞台戦国BASARA（原作:CAPCOM）
- 2010年　舞台戦国BASARA　蒼紅共闘
- 2011年 舞台戦国 BASARA3

　　　RAGTIME S&D SESSION1　「NEW WORLD」
- 2012年 舞台戦国 BASARA2

　　　　舞台戦国BASARA3 -瀬戸内響乱-

　　　　舞台「一騎当千」
- 2013年　陽炎ペイン　CHIAKi ISHIKAWA x DAISUKE NISHIDA

　　　　舞台戦国BASARA3宴
　　　　舞台戦国BASARA3宴弐
- 2014年　舞台戦国BASARA3咎狂わし絆

　　　　舞台戦国BASARSA4

### 小道具
- 2011年舞台戦国BASARA3〜2014年舞台戦国BASARA4まで全ての武器・小道具制作を担当